# Ousmane Berthé
Ousmane Berthé (Bamako, 5 de fevereiro de 1987) é um futebolista profissional malinês que atua como defensor.

## Carreira
Ousmane Berthé representou o elenco da Seleção Malinesa de Futebol no Campeonato Africano das Nações de 2012.

## Títulos
Mali
- Campeonato Africano das Nações: 2012 - 2º Lugar